# Гельмштадт
Гельмштадт (нім. Helmstadt) — громада в Німеччині, розташована в землі Баварія. Підпорядковується адміністративному округу Нижня Франконія. Входить до складу району Вюрцбург. Центр об'єднання громад Гельмштадт.
Площа — 22,80 км2. Населення становить 2686 ос. (станом на 31 грудня 2020).

## Галерея

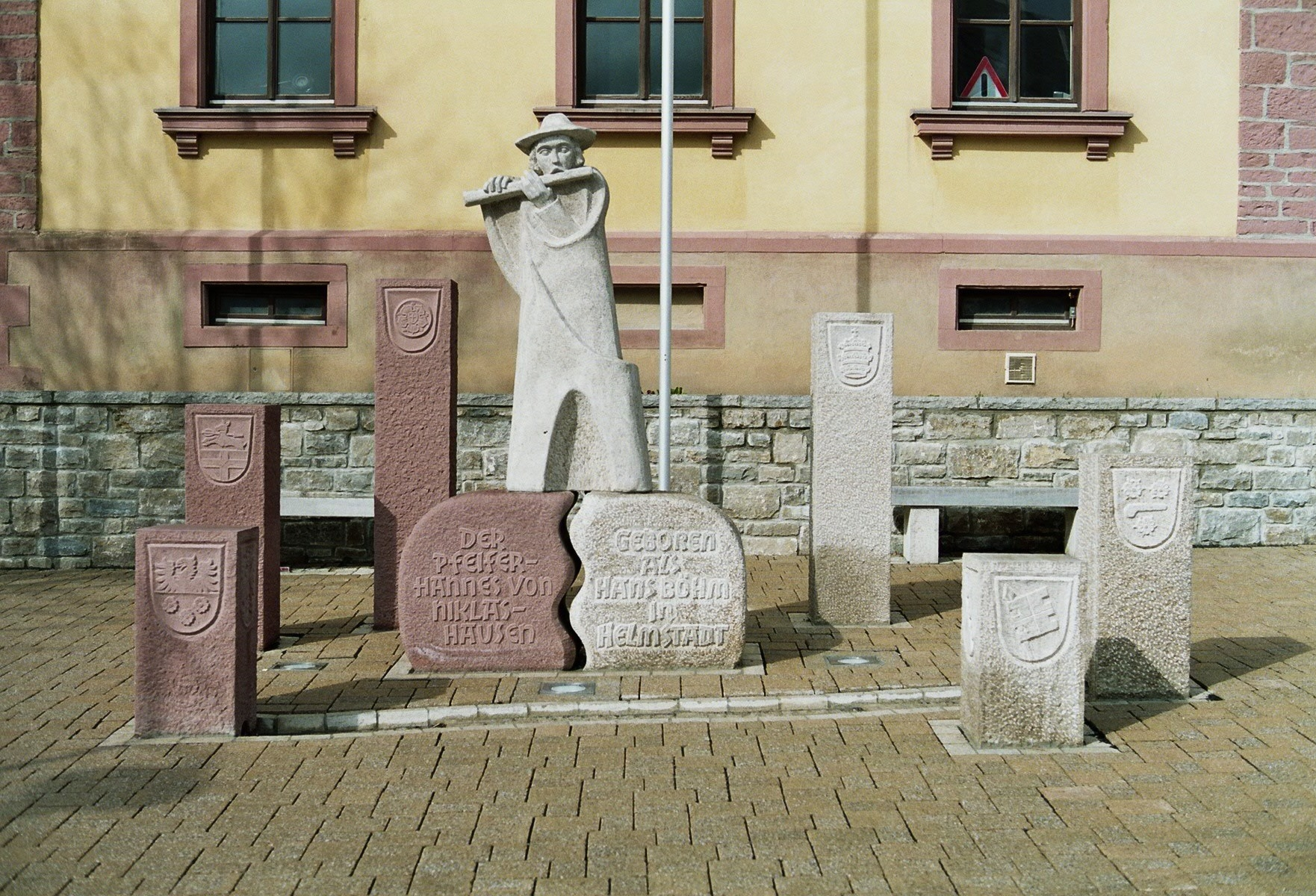